# تپه تصفیه خانه ۱۷
تپه تصفیه خانهٔ ۱۷ مربوط به دوران پارینه‌سنگی است و در شهرستان کرمانشاه، بخش مرکزی، دهستان قره سو، ۸۰۰ متری جنوب غرب روستای ده سواران واقع شده و این اثر در تاریخ ۱۸ اسفند ۱۳۸۷ با شمارهٔ ثبت ۲۴۸۷۰ به‌عنوان یکی از آثار ملی ایران به ثبت رسیده است.